# 布龙克霍斯特
布龙克霍斯特（Bronckhorst）是荷蘭的一個市镇，在行政區劃上屬於海爾德蘭省。布龙克霍斯特設立於2005年1月1日，是由五個市镇合併而成。

## 外部連結
- 维基共享资源上的相關多媒體資源：布龙克霍斯特
- 官方网站